# Computer Games (George Clinton)
| Recensione       | Giudizio |
| ---------------- | -------- |
| AllMusic         | [ 1 ]    |
| Rolling Stones   | [ 2 ]    |
| Robert Christgau | A        |
| Spin             | [ 4 ]    |
| Piero Scaruffi   | [ 5 ]    |

Computer Games è il primo album di George Clinton, pubblicato dalla Capitol Records il 5 novembre 1982.
Sebbene sia il primo album da solista di George Clinton, esso conta della partecipazione di gran parte dei membri dei Parliament-Funkadelic (primi fra tutti Bernie Worrell, Bootsy Collins e Eddie Hazel), abbandonati da Clinton nel 1981.
È alla posizione n°98 nella classifica stilata da Slant Magazine dei migliori album degli anni ottanta e, secondo Glenn Kenny della rivista Trouser Press, Clinton "piuttosto che rifiutare le nascenti innovazioni tecnologiche della dance music, quali drum machines e campionatori, le ha adottate integrandole nel suo stile unico".

## Tracce

### Lato A
1. Get Dressed – 3:41 (George Clinton, Bootsy Collins)
2. Man's Best Friend/Loopzilla (feat. Sylver Logan Sharp) – 12:51 (Clinton, Gambrell, Garry Shider, David Spradley)
3. Pot Sharing Tots – 3:45 (Clinton, Walter Morrison)

### Lato B
1. Computer Games – 6:46 (Clinton, W. Morrison)
2. Atomic Dog – 4:47 (Clinton, Shider, Spradley)
3. Free Alterations – 4:20 (Darryl Clinton, Clinton)
4. One Fun at a Time – 4:29 (Clinton, Morrison)